# Turniczka Belicy

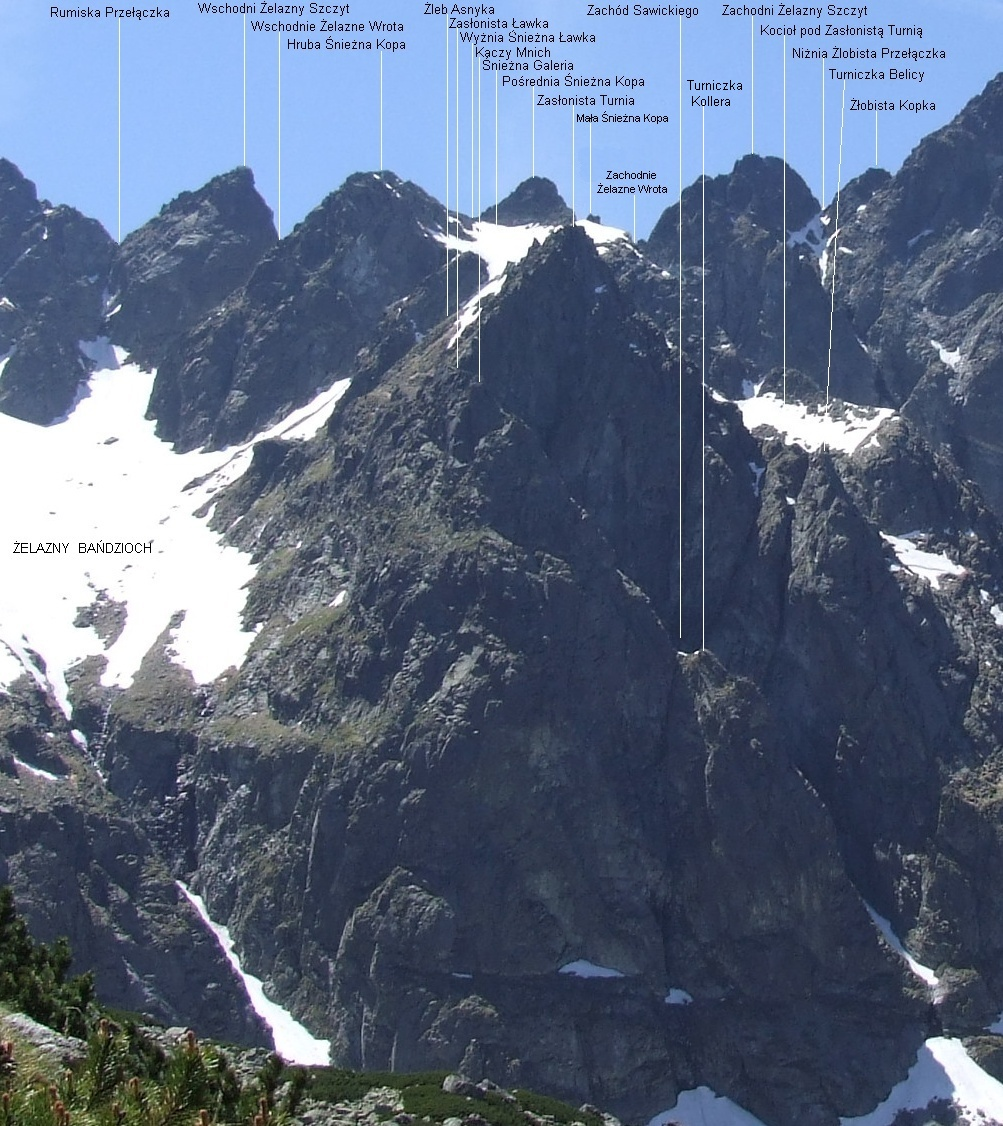
Turniczka Belicy po prawej stronie

Turniczka Belicy (ok. 2010 m) – turniczka w masywie Zasłonistej Turni w Dolinie Kaczej w słowackich Tatrach Wysokich. Znajduje się mniej więcej w połowie jej północno-zachodniego żebra oddzielającego Kaczy Żleb od Depresji Sawickiego. Ma postać wąskiej, skalistej płetwy na jedynym poziomym odcinku żebra. Jej wierzchołek to niepewnie stojący na niewielkiej platformie duży blok skalny. Po jego wschodniej stronie jest świeży obryw, prawdopodobnie spowodowany uderzeniem pioruna. Na północną stronę z turniczki opada ściana z wielkimi skalnymi płytami. Powyżej turniczki jest wcięta w żebro szczerbinka, od strony turniczki na 3 m, od strony górnej części żebra na 4 m. Ze szczerbinki tej do Depresji Sawickiego opada wąski komin, którym prowadzi droga wspinaczkowa nr 1.
Ani w słowackich, ani w polskich przewodnikach wspinaczkowych turniczka ta nie miała nazwy. W internecie pojawiła się słowacka nazwa „Prava veža Veže Železnej brány”. Według W. Cywińskiego jest ona podwójnie niefortunna; po pierwsze za długa, a po drugie błędna, gdyż turniczka nie znajduje się nad Żelaznymi Wrotami. Wprowadził polską nazwę Turniczka Belicy. Uczcił nią słowackiego taternika Andreja Belicę, który jest autorem 2 nowych dróg na tej turniczce, 4 w masywie Zasłonistej Turni i dziesiątek w innych rejonach Tatr.

## Taternictwo
Turniczka daje się obejść po zachodniej stronie. Brak informacji o wejściu na jej szczyt. W. Cywiński pisał: Prawdziwie wielcy, a takim jest bez wątpienia Andrej Belica, nie interesują się drobiazgami. Jej ścianami prowadzą jednak dwie drogi wspinaczkowe nr 2 i 3. Ich schematy podaje W. Cywiński w 17 tomie przewodnika Tatry.
1. Prawy komin; V+, A2 w skali tatrzańskiej, czas przejścia 40 godz.
2. Północno-zachodnim żebrem; II, od wylotu Kaczego Żlebu na szczyt Zasłonistej Turni 1 godz. 30 min
3. Belica-Porvaznik; V, 4 godz.[1]